# Charles Paumier du Verger
Charles Paumier du Verger (n. 11 martie 1874, Schaarbeek, Comunitatea Francofonă din Belgia⁠(d), Belgia – d. 7 octombrie 1944) a fost un trăgător de tir ce a reprezentat Belgia, medaliat olimpic. A participat la 2 ediții ale Jocurilor Olimpice (1900, 1908) în care a câștigat o medalie de argint.